# Lektionar 8
Lektionar 8 (nach der Nummerierung von Gregory-Aland als sigla ℓ 8 bezeichnet) ist ein griechisches Manuscript des Neuen Testaments auf Pergamentblättern (Vellum). Mittels Paläographie wurde es auf das 14. Jahrhundert datiert.

## Beschreibung
Der Kodex enthält Lektionen aus den Evangelien nach Johannes, Matthäus und Lukas. Es ist ein Lektionar (Evangelistarium). Es wurde in griechischen Minuskeln auf 309 Pergamentblättern (34 × 28 cm) geschrieben. Jede Seite hat 2 Spalten und 28 Zeilen.
Das Manuskript wurde von dem Mönch Kosmas geschrieben.
Einst gehörte das Manuskript Colbert, wie auch die Lektionare  ℓ 7, ℓ 9, ℓ 10, ℓ 11, ℓ 12.
Es wurde von Wettstein und Scholz untersucht.
Der Kodex befindet sich jetzt in der Bibliothèque nationale de France (Gr. 312) in Paris.